# 2-Nitroethanol
2-Nitroethanol ist eine chemische Verbindung aus der Gruppe der  Alkohole.

## Gewinnung und Darstellung
2-Nitroethanol kann durch Reaktion von Trioxan oder Formaldehyd mit Nitromethan gewonnen werden.

## Eigenschaften
2-Nitroethanol ist eine brennbare, schwer entzündbare, gelbliche Flüssigkeit, die mischbar mit Wasser ist.

## Verwendung
2-Nitroethanol kann zur Herstellung von Ketosen verwendet werden.

## Sicherheitshinweise
2-Nitroethanol kann sich infolge von Destillation oder Kontakt mit Alkalien explosiv zersetzen.